# 2000년 서울 아시아·유럽 정상회의
2000년 서울 아시아·유럽 정상회의(ASEM Seoul 2000)는 2000년 10월 20일부터 10월 21일까지 대한민국 서울특별시 한국종합무역센터 내 코엑스 컨벤션 센터에서 개최된 제3차 아시아·유럽 정상회의이다. 슬로건은 새 천년 번영과 안정의 동반자 관계(Partnership for Prosperity and Stability in the New Millennium)이다.
1996년 3월 1일부터 3월 2일까지 태국 방콕에서 개최된 제1차 아시아·유럽 정상회의에 참석한 각국 정상들은 1998년에 열릴 제2차 아시아·유럽 정상회의를 영국에서, 2000년에 열릴 제3차 아시아·유럽 정상회의를 대한민국에서 각각 개최하기로 합의했다. 이어 1996년 6월 3일에는 대한민국 정부가 제3차 아시아·유럽 정상회의를 서울에 위치한 코엑스 컨벤션 센터에서 개최하는 안건을 승인했다.
2000년 10월 20일에는 제1차(정치·안보 분야), 제2차(경제·통상 분야) 정상회의가 열렸고 10월 21일에는 제3차 정상회의(사회·문화 등 기타 분야) 정상회의가 열렸다. 정상들은 이 회의에서 5개 항으로 구성된 《한반도 평화에 관한 서울 선언》, 아시아·유럽 정상회의(ASEM)의 향후 10년간 발전 방향을 담은 《2000년 아시아·유럽 협력 체제》(Asia-Europe Cooperation Framework(AECF) 2000)를 만장일치로 채택했다. 또한 서울 강남구 삼성동에는 높이 176m, 최고 41층 규모의 초고층 건물인 아셈타워가 건립되었다.

## 참석 정상
2000년 서울 아시아·유럽 정상회의에 참석한 정상들은 다음과 같다. 이 가운데 벨기에, 그리스, 필리핀, 베트남은 정부 수반이 아닌 다른 정부 인사가 참석했다.
| 참가국            | 참석 정상 | 참석 정상             | 참석 정상           |
| 참가국            | 사진      | 이름                  | 대표                |
| ----------------- | --------- | --------------------- | ------------------- |
| 오스트리아        |           | 볼프강 쉬셀           | 총리                |
| 벨기에            |           | 루이 미셸1            | 부총리 겸 외무장관1 |
| 브루나이          |           | 하사날 볼키아         | 술탄                |
| 중화인민공화국    |           | 주룽지                | 총리                |
| 덴마크            |           | 포울 뉘루프 라스무센  | 총리                |
| 유럽 연합         |           | 로마노 프로디         | 집행위원장          |
| 핀란드            |           | 타르야 할로넨         | 대통령              |
| 프랑스            |           | 자크 시라크           | 대통령              |
| 독일              |           | 게르하르트 슈뢰더     | 총리                |
| 그리스            |           | 엘리사베트 파파조이2  | 외무차관2           |
| 인도네시아        |           | 압두라만 와힛         | 대통령              |
| 아일랜드          |           | 버티 어헌             | 총리                |
| 이탈리아          |           | 줄리아노 아마토       | 총리                |
| 일본              |           | 모리 요시로           | 내각총리대신        |
| 대한민국 (개최국) |           | 김대중                | 대통령              |
| 룩셈부르크        |           | 장클로드 융커         | 총리                |
| 말레이시아        |           | 마하티르 빈 모하맛    | 총리                |
| 네덜란드          |           | 빔 코크               | 총리                |
| 필리핀            |           | 도밍고 시아존 주니어3 | 외무장관3           |
| 포르투갈          |           | 안토니우 구테흐스     | 총리                |
| 싱가포르          |           | 고촉통                | 총리                |
| 스페인            |           | 호세 마리아 아스나르  | 총리                |
| 스웨덴            |           | 예란 페르손           | 총리                |
| 태국              |           | 추안 릭파이           | 총리                |
| 영국              |           | 토니 블레어           | 총리                |
| 베트남            |           | 응우옌마인껌4         | 정부부수상4         |

1 히 버르호프스타트 당시 벨기에 총리가 벨기에 연방의회의 신임 투표 등과 관련된 국정 발표를 이유로 들어 대한민국 정부에 불참을 통보했다. 이에 따라 루이 미셸 벨기에 부총리 겸 외무장관이 참석했다.
2 코스타스 시미티스 당시 그리스 총리가 유고슬라비아에서 일어난 불도저 혁명과 관련된 발칸반도 긴급 정상 회의 참석을 이유로 들어 대한민국 정부에 불참을 통보했다. 이에 따라 엘리사베트 파파조이 그리스 외무차관이 참석했다.
3 조셉 에스트라다 당시 필리핀 대통령이 뇌물 스캔들로 인한 필리핀 상원의 탄핵 절차에 들어간 점을 이유로 들어 대한민국 정부에 불참을 통보했다. 이에 따라 도밍고 시아존 주니어 필리핀 외무장관이 참석했다.
4 판반카이 당시 베트남 총리가 자신의 정치적 거취와 관련된 2001년 제9차 베트남 공산당 전당대회를 앞두고 있다는 점을 이유로 들어 대한민국 정부에 불참을 통보했다. 이에 따라 응우옌마인껌 베트남 정부부수상이 참석했다.